# اسکادران ۱۶۶ اسرائیل

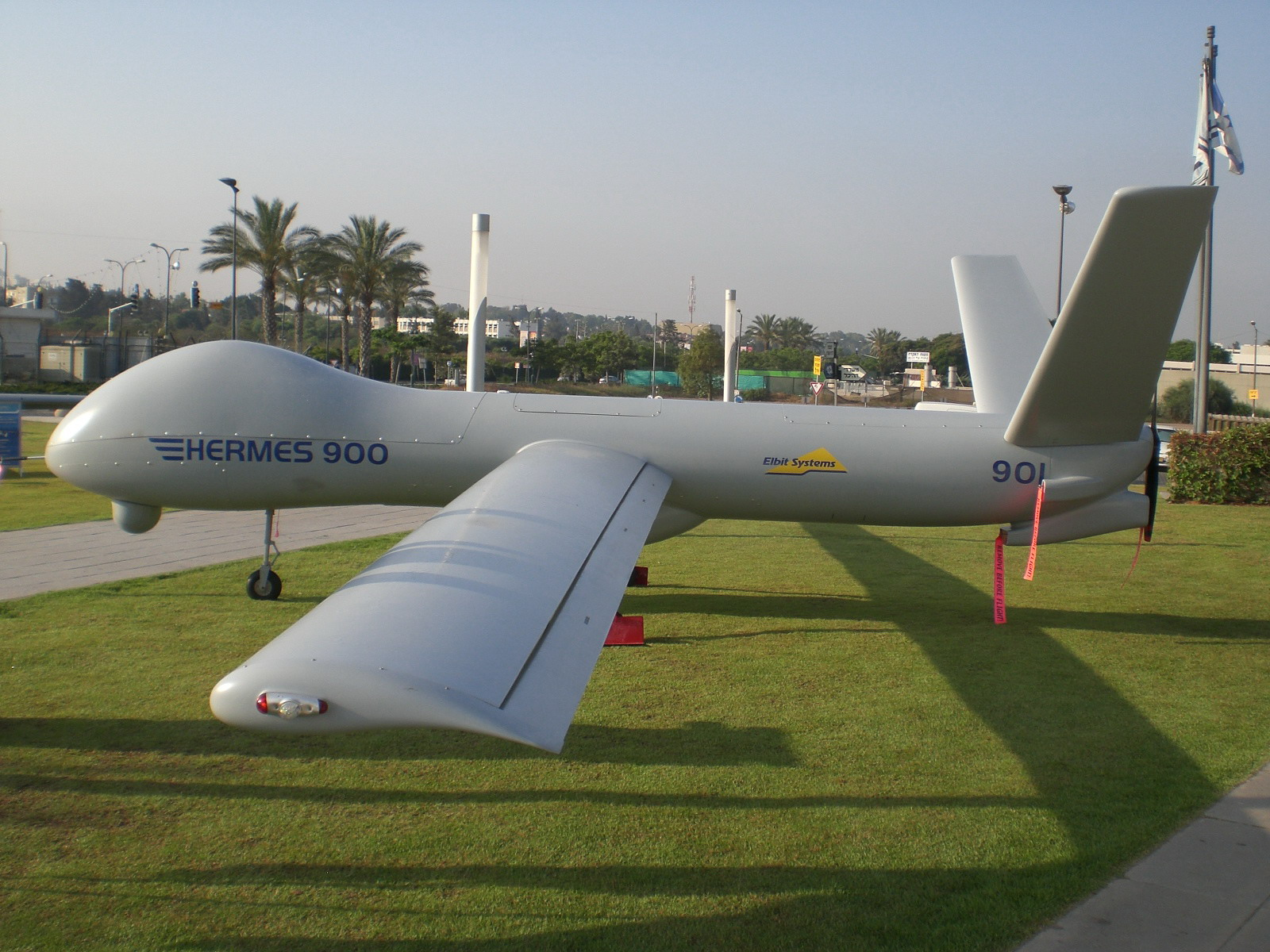
یک فروند پهپاد هرمس ۹۰۰

اسکادران ۱۶۶ اسرائیل (انگلیسی: 166 Squadron) گردان هوایی نیروی هوایی اسرائیل است، که با نام اسکادران پرندگان آتشین نیز شناخته می‌شود، یک اسکادران از پهپادهای هرمس ۹۰۰ مستقر در پایگاه هوایی پالماخیم است.
اسکادران ۱۶۶ در فوریه ۱۹۹۹ به عنوان یک پروژه طبقه‌بندی شده تأسیس شد که هدف آن فقط عملیات در شرایط اضطراری بود.
چند سال بعد، در نیروی هوایی متوجه شدند که کارایی و ویژگی‌های پیشرفته پهپاد می‌تواند در روال امنیتی و رزمی جاری بسیار مفید باشد. در سال ۲۰۰۳، این پروژه تحت عنوان اسکادران ۱۶۶ تأسیس شد و از آن زمان، این اسکادران در هر فعالیت عملیاتی یا جنگی که مأموریت آن جمع‌آوری اطلاعات شنود الکترونیک، اطلاعات بصری و عکس‌های هوایی باشد، شرکت کرده است. از ابتدای فعالیت خود، این اسکادران هواپیمای هرمس ۴۵۰ را به کار گرفت و اولین اسکادرانی بود که این پهپاد را در نیروی هوایی به کار گرفت، سپس به پهپادهای هرمس ۹۰۰ روی آورد.